# Liste der Autorenbeteiligungen und Produktionen von Dirk Riegner
Dies ist eine Übersicht über die Autorenbeteiligungen und Musikproduktionen des deutschen Musikers Dirk Riegner. Zu berücksichtigen ist, dass Hitmedleys, Remixe, Liveaufnahmen oder Neuaufnahmen des gleichen Interpreten nicht aufgeführt werden. Ebenso werden aus Gründen der besseren Übersicht lediglich nennenswerte Coverversionen aufgeführt. Tätigkeiten als Komponist und/oder Liedtexter sind in der folgenden Tabelle unter der Spalte „Autor“ zusammengefasst worden. Für eine Übersicht aller Charterfolge siehe Dirk Riegner#Diskografie.

## …
| Jahr | Titel           | Interpret     | Autor                       | Produzent                   |
| ---- | --------------- | ------------- | --------------------------- | --------------------------- |
| 2018 | … und ich tanz’ | Peter Heppner | Grünes Häkchensymbol für ja | Grünes Häkchensymbol für ja |

## A
| Jahr | Titel                             | Interpret                            | Autor                       | Produzent                   |
| ---- | --------------------------------- | ------------------------------------ | --------------------------- | --------------------------- |
| 2012 | A Love Divine                     | Peter Heppner                        | Grünes Häkchensymbol für ja | Grünes Häkchensymbol für ja |
| 1997 | A Simple Impression               | Secret Discovery                     | Grünes Häkchensymbol für ja | Grünes Häkchensymbol für ja |
| 2018 | All Is Shadow                     | Peter Heppner                        | Grünes Häkchensymbol für ja | Grünes Häkchensymbol für ja |
| 2004 | All Things                        | Elli                                 |                             | Grünes Häkchensymbol für ja |
| 2012 | Alles klar! – Lied für Wettkämpfe | Peter Heppner                        | Grünes Häkchensymbol für ja | Grünes Häkchensymbol für ja |
| 2013 | Alles klingt                      | Schattenherz                         | Grünes Häkchensymbol für ja | Grünes Häkchensymbol für ja |
| 2010 | Am Abgrund                        | In Strict Confidence                 |                             | Grünes Häkchensymbol für ja |
| 1997 | American Lifestyle                | Secret Discovery                     | Grünes Häkchensymbol für ja | Grünes Häkchensymbol für ja |
| 2013 | Amour fou                         | Schattenherz                         | Grünes Häkchensymbol für ja | Grünes Häkchensymbol für ja |
| 2013 | Angst oder Wahn                   | Melotron                             | Grünes Häkchensymbol für ja | Grünes Häkchensymbol für ja |
| 2004 | Another Exit                      | Secret Discovery                     |                             | Grünes Häkchensymbol für ja |
| 2007 | Arroganz der Liebe                | Melotron                             |                             | Grünes Häkchensymbol für ja |
| 2004 | At the End of All Questions       | Rya                                  |                             | Grünes Häkchensymbol für ja |
| 2012 | Au large                          | Peter Heppner                        | Grünes Häkchensymbol für ja | Grünes Häkchensymbol für ja |
| 2007 | Auferstehung                      | Melotron                             |                             | Grünes Häkchensymbol für ja |
| 2004 | Aus Gold                          | Milù mit Kim Sanders & Peter Heppner | Grünes Häkchensymbol für ja | Grünes Häkchensymbol für ja |
| 2006 | Away                              | Secret Discovery                     | Grünes Häkchensymbol für ja |                             |

## B
| Jahr | Titel                                  | Interpret                                         | Autor                       | Produzent                   |
| ---- | -------------------------------------- | ------------------------------------------------- | --------------------------- | --------------------------- |
| 2018 | Best Things in Life (Salt & Waves Mix) | Peter Heppner                                     |                             | Grünes Häkchensymbol für ja |
| 2007 | Book of Love                           | Obscenity Trial feat. Dirk Riegner & Chuck Mellow | Grünes Häkchensymbol für ja |                             |
| 2004 | Bricks of Me                           | Rya                                               |                             | Grünes Häkchensymbol für ja |
| 2007 | Broken                                 | Melotron                                          |                             | Grünes Häkchensymbol für ja |
| 2013 | Burning House                          | Schattenherz                                      | Grünes Häkchensymbol für ja | Grünes Häkchensymbol für ja |

## C
| Jahr | Titel            | Interpret            | Autor                       | Produzent                   |
| ---- | ---------------- | -------------------- | --------------------------- | --------------------------- |
| 2003 | Calyx Virago     | Xandria              |                             | Grünes Häkchensymbol für ja |
| 2003 | Casablanca       | Xandria              |                             | Grünes Häkchensymbol für ja |
| 2002 | Cave             | Rya                  | Grünes Häkchensymbol für ja |                             |
| 2018 | Chance           | Peter Heppner        | Grünes Häkchensymbol für ja |                             |
| 2002 | City on Fire     | Rya                  | Grünes Häkchensymbol für ja |                             |
| 2004 | Close As You Are | Secret Discovery     |                             | Grünes Häkchensymbol für ja |
| 2004 | Close to Me      | Elli                 |                             | Grünes Häkchensymbol für ja |
| 2002 | Cobolt House     | Rya                  | Grünes Häkchensymbol für ja |                             |
| 2009 | Constant Flow    | In Strict Confidence |                             | Grünes Häkchensymbol für ja |
| 2012 | Cry Tonight      | Schattenherz         |                             | Grünes Häkchensymbol für ja |

## D
| Jahr | Titel                                 | Interpret                              | Autor                       | Produzent                   |
| ---- | ------------------------------------- | -------------------------------------- | --------------------------- | --------------------------- |
| 2012 | D’antan                               | Peter Heppner                          | Grünes Häkchensymbol für ja | Grünes Häkchensymbol für ja |
| 2011 | Dämonen und Wunder                    | Marianne Rosenberg                     |                             | Grünes Häkchensymbol für ja |
| 2007 | Das Herz                              | Melotron                               |                             | Grünes Häkchensymbol für ja |
| 2013 | Das Leben ist schön                   | Schattenherz                           | Grünes Häkchensymbol für ja | Grünes Häkchensymbol für ja |
| 2007 | Dein Herr                             | Melotron                               |                             | Grünes Häkchensymbol für ja |
| 2012 | Deserve to Be Alone                   | Peter Heppner & Kim Sanders            | Grünes Häkchensymbol für ja | Grünes Häkchensymbol für ja |
| 2011 | Die Ballade von Wolfgang und Brigitte | Wir sind Helden vs. Marianne Rosenberg |                             | Grünes Häkchensymbol für ja |
| 2011 | Die Zeit und die Herzen               | Marianne Rosenberg                     |                             | Grünes Häkchensymbol für ja |
| 1999 | Don’t Mean a Thing                    | Space Jazz Dub Men                     |                             | Grünes Häkchensymbol für ja |
| 2001 | Don’t Rush                            | Alice 2                                | Grünes Häkchensymbol für ja | Grünes Häkchensymbol für ja |
| 2012 | Dornenschmerz                         | In Strict Confidence                   |                             | Grünes Häkchensymbol für ja |
| 2004 | Down                                  | Secret Discovery                       | Grünes Häkchensymbol für ja | Grünes Häkchensymbol für ja |
| 2012 | Dream of Christmas                    | Peter Heppner                          | Grünes Häkchensymbol für ja |                             |
| 2007 | Du bist                               | Melotron                               |                             | Grünes Häkchensymbol für ja |
| 2005 | Du bist schön                         | Milù                                   | Grünes Häkchensymbol für ja | Grünes Häkchensymbol für ja |
| 2002 | Dwarf Boy                             | Rya                                    | Grünes Häkchensymbol für ja |                             |

## E
| Jahr | Titel       | Interpret            | Autor                       | Produzent                   |
| ---- | ----------- | -------------------- | --------------------------- | --------------------------- |
| 2013 | Eiszeit     | Schattenherz         |                             | Grünes Häkchensymbol für ja |
| 2013 | Erase       | Melotron             | Grünes Häkchensymbol für ja | Grünes Häkchensymbol für ja |
| 2010 | Ewige Nacht | In Strict Confidence |                             | Grünes Häkchensymbol für ja |
| 2002 | Explosion   | Rya                  | Grünes Häkchensymbol für ja |                             |

## F
| Jahr | Titel                | Interpret                     | Autor                       | Produzent                   |
| ---- | -------------------- | ----------------------------- | --------------------------- | --------------------------- |
| 2009 | Feeling              | In Strict Confidence          |                             | Grünes Häkchensymbol für ja |
| 2011 | Film Noir            | Marianne Rosenberg            | Grünes Häkchensymbol für ja | Grünes Häkchensymbol für ja |
| 2013 | Folge mir ins Licht  | Melotron feat. Lauren Francis |                             | Grünes Häkchensymbol für ja |
| 1997 | Follow Me            | Secret Discovery              | Grünes Häkchensymbol für ja | Grünes Häkchensymbol für ja |
| 2003 | Forever Yours        | Xandria                       |                             | Grünes Häkchensymbol für ja |
| 2018 | Fremd in diesem Land | Peter Heppner                 | Grünes Häkchensymbol für ja | Grünes Häkchensymbol für ja |
| 2007 | Für dich gestorben   | Melotron                      |                             | Grünes Häkchensymbol für ja |

## G
| Jahr | Titel                                       | Interpret                          | Autor                       | Produzent                   |
| ---- | ------------------------------------------- | ---------------------------------- | --------------------------- | --------------------------- |
| 2011 | Genau entgegengesetzt                       | Marianne Rosenberg & Peter Heppner |                             | Grünes Häkchensymbol für ja |
| 2007 | Gerade Heute                                | Melotron                           |                             | Grünes Häkchensymbol für ja |
| 2018 | Gib mir doch’n Grund                        | Peter Heppner                      | Grünes Häkchensymbol für ja | Grünes Häkchensymbol für ja |
| 2003 | Ginger                                      | Xandria                            |                             | Grünes Häkchensymbol für ja |
| 2012 | Give Us What We Need (Truth Is Not the Key) | Peter Heppner                      | Grünes Häkchensymbol für ja | Grünes Häkchensymbol für ja |
| 2012 | God Smoked                                  | Peter Heppner                      | Grünes Häkchensymbol für ja | Grünes Häkchensymbol für ja |
| 2010 | Golden Gate                                 | In Strict Confidence               |                             | Grünes Häkchensymbol für ja |
| 2018 | Good Things Break                           | Peter Heppner                      | Grünes Häkchensymbol für ja |                             |
| 2011 | Great Choice                                | Sister Dew                         |                             | Grünes Häkchensymbol für ja |

## H
| Jahr | Titel                   | Interpret           | Autor                       | Produzent                   |
| ---- | ----------------------- | ------------------- | --------------------------- | --------------------------- |
| 2010 | Haus der drei Sonnen    | Nena & Heppner      |                             | Grünes Häkchensymbol für ja |
| 2000 | Heal Yourself           | New Rock Conference | Grünes Häkchensymbol für ja | Grünes Häkchensymbol für ja |
| 2002 | Her Little House        | Rya                 | Grünes Häkchensymbol für ja |                             |
| 2018 | Hermann Hesse: Im Nebel | Peter Heppner       | Grünes Häkchensymbol für ja | Grünes Häkchensymbol für ja |
| 2018 | Herz (Metropolis)       | Peter Heppner       | Grünes Häkchensymbol für ja |                             |
| 1994 | How Can You Smile Now   | Hibiscus Trail      | Grünes Häkchensymbol für ja |                             |

## I
| Jahr | Titel                     | Interpret               | Autor                       | Produzent                   |
| ---- | ------------------------- | ----------------------- | --------------------------- | --------------------------- |
| 2013 | I Tried to Save the World | Schattenherz            |                             | Grünes Häkchensymbol für ja |
| 1997 | I Don’t Care              | Secret Discovery        | Grünes Häkchensymbol für ja | Grünes Häkchensymbol für ja |
| 2004 | I Surrender               | Elli                    |                             | Grünes Häkchensymbol für ja |
| 2010 | I Surrender               | In Strict Confidence    |                             | Grünes Häkchensymbol für ja |
| 2004 | I Turn to You             | Secret Discovery        |                             | Grünes Häkchensymbol für ja |
| 2012 | I Won’t Give Up           | Peter Heppner           | Grünes Häkchensymbol für ja | Grünes Häkchensymbol für ja |
| 2004 | I Can See the Sun         | Rya                     |                             | Grünes Häkchensymbol für ja |
| 2010 | I’m a God                 | In Strict Confidence    |                             | Grünes Häkchensymbol für ja |
| 2011 | Im Regenrhythmus          | Marianne Rosenberg      | Grünes Häkchensymbol für ja | Grünes Häkchensymbol für ja |
| 2012 | In a Land So Far Away     | In Strict Confidence    |                             | Grünes Häkchensymbol für ja |
| 2004 | In My Dream               | Elli                    |                             | Grünes Häkchensymbol für ja |
| 2001 | In My Life                | Alice 2 & Peter Heppner | Grünes Häkchensymbol für ja | Grünes Häkchensymbol für ja |
| 2003 | Isis / Osiris             | Xandria                 |                             | Grünes Häkchensymbol für ja |
| 2001 | It’s a Crime              | Alice 2                 | Grünes Häkchensymbol für ja |                             |

## J
| Jahr | Titel         | Interpret          | Autor                       | Produzent                   |
| ---- | ------------- | ------------------ | --------------------------- | --------------------------- |
| 2011 | Jetzt         | Marianne Rosenberg | Grünes Häkchensymbol für ja | Grünes Häkchensymbol für ja |
| 2002 | Joy           | Rya                | Grünes Häkchensymbol für ja |                             |
| 2011 | Julikuss      | Marianne Rosenberg |                             | Grünes Häkchensymbol für ja |
| 2018 | Just One Word | Peter Heppner      | Grünes Häkchensymbol für ja | Grünes Häkchensymbol für ja |

## K
| Jahr | Titel        | Interpret        | Autor                       | Produzent                   |
| ---- | ------------ | ---------------- | --------------------------- | --------------------------- |
| 2013 | Kaltes Herz  | Schattenherz     | Grünes Häkchensymbol für ja | Grünes Häkchensymbol für ja |
| 1997 | Kill Me      | Secret Discovery | Grünes Häkchensymbol für ja | Grünes Häkchensymbol für ja |
| 2003 | Kill the Sun | Xandria          |                             | Grünes Häkchensymbol für ja |

## L
| Jahr | Titel                 | Interpret                | Autor                       | Produzent                   |
| ---- | --------------------- | ------------------------ | --------------------------- | --------------------------- |
| 2010 | La parade monstrueuse | In Strict Confidence     |                             | Grünes Häkchensymbol für ja |
| 2011 | Lauf Kleine           | Marianne Rosenberg       | Grünes Häkchensymbol für ja | Grünes Häkchensymbol für ja |
| 2004 | Leavin’               | Elli                     |                             | Grünes Häkchensymbol für ja |
| 2007 | Lebe ungewöhnlich     | Melotron                 |                             | Grünes Häkchensymbol für ja |
| 2012 | Letter from Africa    | Peter Heppner            | Grünes Häkchensymbol für ja | Grünes Häkchensymbol für ja |
| 2007 | Liebe ist Notwehr     | Melotron                 |                             | Grünes Häkchensymbol für ja |
| 2011 | Liebe tief erfunden   | Marianne Rosenberg       |                             | Grünes Häkchensymbol für ja |
| 2013 | Lonely                | Schattenherz             |                             | Grünes Häkchensymbol für ja |
| 2004 | Love Protection       | Rya                      |                             | Grünes Häkchensymbol für ja |
| 2004 | Lustschmerz           | Milù feat. Peter Heppner | Grünes Häkchensymbol für ja |                             |

## M
| Jahr | Titel            | Interpret            | Autor                       | Produzent                   |
| ---- | ---------------- | -------------------- | --------------------------- | --------------------------- |
| 2013 | Mean Girls       | Schattenherz         |                             | Grünes Häkchensymbol für ja |
| 2006 | Mein kleiner Tod | Secret Discovery     | Grünes Häkchensymbol für ja |                             |
| 2012 | Meine Welt       | Peter Heppner        | Grünes Häkchensymbol für ja | Grünes Häkchensymbol für ja |
| 2003 | Mermaid          | Xandria              |                             | Grünes Häkchensymbol für ja |
| 2004 | Mongolian Lover  | Rya                  |                             | Grünes Häkchensymbol für ja |
| 2004 | More Than I Love | Secret Discovery     |                             | Grünes Häkchensymbol für ja |
| 2009 | My Despair       | In Strict Confidence |                             | Grünes Häkchensymbol für ja |

## N
| Jahr | Titel             | Interpret        | Autor                       | Produzent                   |
| ---- | ----------------- | ---------------- | --------------------------- | --------------------------- |
| 2004 | New Day           | Secret Discovery |                             | Grünes Häkchensymbol für ja |
| 1997 | New Generation    | Secret Discovery | Grünes Häkchensymbol für ja | Grünes Häkchensymbol für ja |
| 1997 | Night Falls       | Secret Discovery | Grünes Häkchensymbol für ja | Grünes Häkchensymbol für ja |
| 2012 | Noch nicht soweit | Peter Heppner    | Grünes Häkchensymbol für ja | Grünes Häkchensymbol für ja |
| 2004 | Not My Type       | Elli             |                             | Grünes Häkchensymbol für ja |

## O
| Jahr | Titel        | Interpret            | Autor                       | Produzent                   |
| ---- | ------------ | -------------------- | --------------------------- | --------------------------- |
| 2018 | Once Again   | Peter Heppner        | Grünes Häkchensymbol für ja | Grünes Häkchensymbol für ja |
| 2010 | One Drop     | In Strict Confidence |                             | Grünes Häkchensymbol für ja |
| 2011 | Out of Reach | Sister Dew           |                             | Grünes Häkchensymbol für ja |

## P
| Jahr | Titel               | Interpret        | Autor                       | Produzent                   |
| ---- | ------------------- | ---------------- | --------------------------- | --------------------------- |
| 2012 | Pénombre islandaise | Peter Heppner    | Grünes Häkchensymbol für ja | Grünes Häkchensymbol für ja |
| 2002 | Personal Cosmos     | Rya              | Grünes Häkchensymbol für ja |                             |
| 2002 | Planetary Council   | Rya              | Grünes Häkchensymbol für ja |                             |
| 2010 | Please              | Minerve          | Grünes Häkchensymbol für ja |                             |
| 2004 | Pray                | Secret Discovery |                             | Grünes Häkchensymbol für ja |
| 2007 | Princess of Russia  | Melotron         |                             | Grünes Häkchensymbol für ja |
| 2004 | Prognostic          | Rya              |                             | Grünes Häkchensymbol für ja |

## R
| Jahr | Titel                      | Interpret          | Autor                       | Produzent                   |
| ---- | -------------------------- | ------------------ | --------------------------- | --------------------------- |
| 2004 | Ready Steady Go            | Elli               |                             | Grünes Häkchensymbol für ja |
| 2010 | Rette mich durch die Nacht | Marianne Rosenberg | Grünes Häkchensymbol für ja | Grünes Häkchensymbol für ja |
| 2013 | Rufe meinen Namen          | Schattenherz       | Grünes Häkchensymbol für ja | Grünes Häkchensymbol für ja |

## S
| Jahr | Titel               | Interpret            | Autor                       | Produzent                   |
| ---- | ------------------- | -------------------- | --------------------------- | --------------------------- |
| 2002 | Sailor Song         | Rya                  | Grünes Häkchensymbol für ja |                             |
| 2004 | Sandyman            | Rya                  |                             | Grünes Häkchensymbol für ja |
| 2010 | Schwarzes Licht     | In Strict Confidence |                             | Grünes Häkchensymbol für ja |
| 2018 | Sedate Yourself     | Peter Heppner        | Grünes Häkchensymbol für ja | Grünes Häkchensymbol für ja |
| 1997 | Seductive Angel     | Secret Discovery     | Grünes Häkchensymbol für ja | Grünes Häkchensymbol für ja |
| 1997 | Serious Days        | Secret Discovery     | Grünes Häkchensymbol für ja | Grünes Häkchensymbol für ja |
| 1994 | Set Me Free         | S-Cape               | Grünes Häkchensymbol für ja |                             |
| 2010 | Set Me Free         | In Strict Confidence |                             | Grünes Häkchensymbol für ja |
| 2003 | She’s Nirvana       | Xandria              |                             | Grünes Häkchensymbol für ja |
| 2004 | Shine               | Elli                 |                             | Grünes Häkchensymbol für ja |
| 2004 | Shout It Out        | Elli                 |                             | Grünes Häkchensymbol für ja |
| 2004 | Sieh nicht zurück   | Secret Discovery     |                             | Grünes Häkchensymbol für ja |
| 2010 | Silber Bullets      | In Strict Confidence |                             | Grünes Häkchensymbol für ja |
| 2004 | Slippin’ Away       | Elli                 |                             | Grünes Häkchensymbol für ja |
| 2010 | SnowWhite           | In Strict Confidence |                             | Grünes Häkchensymbol für ja |
| 2003 | So You Disappear    | Xandria              |                             | Grünes Häkchensymbol für ja |
| 2004 | Some of This        | Secret Discovery     |                             | Grünes Häkchensymbol für ja |
| 2002 | Someone Like You    | Rya                  | Grünes Häkchensymbol für ja |                             |
| 2018 | Standing Tall       | Peter Heppner        | Grünes Häkchensymbol für ja | Grünes Häkchensymbol für ja |
| 2001 | Star                | Alice 2              | Grünes Häkchensymbol für ja | Grünes Häkchensymbol für ja |
| 2004 | Starship            | Rya                  |                             | Grünes Häkchensymbol für ja |
| 2002 | Still a Lot Do      | Rya                  | Grünes Häkchensymbol für ja |                             |
| 2004 | Strong Enough       | Elli                 |                             | Grünes Häkchensymbol für ja |
| 2013 | Stuck in the Mirror | Melotron             | Grünes Häkchensymbol für ja | Grünes Häkchensymbol für ja |
| 2008 | Suddenly            | Peter Heppner        | Grünes Häkchensymbol für ja |                             |

## T
| Jahr | Titel                            | Interpret            | Autor                       | Produzent                   |
| ---- | -------------------------------- | -------------------- | --------------------------- | --------------------------- |
| 2004 | The Tragedy Within               | Secret Discovery     |                             | Grünes Häkchensymbol für ja |
| 2018 | Theresienstadt: Hinter der Mauer | Peter Heppner        | Grünes Häkchensymbol für ja |                             |
| 2010 | This Is All                      | In Strict Confidence |                             | Grünes Häkchensymbol für ja |
| 2004 | To Bring You Back                | Rya                  |                             | Grünes Häkchensymbol für ja |
| 2004 | To the Moon                      | Secret Discovery     |                             | Grünes Häkchensymbol für ja |
| 2004 | Traveller                        | Rya                  |                             | Grünes Häkchensymbol für ja |

## U
| Jahr | Titel                  | Interpret          | Autor                       | Produzent                   |
| ---- | ---------------------- | ------------------ | --------------------------- | --------------------------- |
| 2004 | Unbeliever             | Rya                |                             | Grünes Häkchensymbol für ja |
| 2013 | Und draußen ist Sommer | Schattenherz       | Grünes Häkchensymbol für ja | Grünes Häkchensymbol für ja |
| 2011 | Und wenn ich sing      | Marianne Rosenberg |                             | Grünes Häkchensymbol für ja |
| 2004 | Une derniere fois      | Secret Discovery   |                             | Grünes Häkchensymbol für ja |
| 2018 | Unloveable             | Peter Heppner      | Grünes Häkchensymbol für ja |                             |

## V
| Jahr | Titel                          | Interpret            | Autor                       | Produzent                   |
| ---- | ------------------------------ | -------------------- | --------------------------- | --------------------------- |
| 2007 | Vaterland                      | Melotron             |                             | Grünes Häkchensymbol für ja |
| 2011 | Verliebte Jungs                | Marianne Rosenberg   | Grünes Häkchensymbol für ja | Grünes Häkchensymbol für ja |
| 2004 | Voices                         | Rya                  |                             | Grünes Häkchensymbol für ja |
| 2010 | Von hier bis zur Unendlichkeit | In Strict Confidence |                             | Grünes Häkchensymbol für ja |
| 2011 | Vorbei ist es nie              | Marianne Rosenberg   | Grünes Häkchensymbol für ja | Grünes Häkchensymbol für ja |

## W
| Jahr | Titel                  | Interpret          | Autor                       | Produzent                   |
| ---- | ---------------------- | ------------------ | --------------------------- | --------------------------- |
| 2013 | Wach auf               | Schattenherz       | Grünes Häkchensymbol für ja | Grünes Häkchensymbol für ja |
| 2018 | Was bleibt?            | Heppner feat. Witt |                             | Grünes Häkchensymbol für ja |
| 2012 | Whenever I Miss You    | Peter Heppner      | Grünes Häkchensymbol für ja | Grünes Häkchensymbol für ja |
| 2008 | Wherever               | Peter Heppner      | Grünes Häkchensymbol für ja |                             |
| 2007 | Wir können auch anders | Melotron           |                             | Grünes Häkchensymbol für ja |
| 2003 | Wisdom                 | Xandria            |                             | Grünes Häkchensymbol für ja |
| 2013 | Wolkenlied             | Schattenherz       |                             | Grünes Häkchensymbol für ja |

## Y
| Jahr | Titel             | Interpret                       | Autor                       | Produzent                   |
| ---- | ----------------- | ------------------------------- | --------------------------- | --------------------------- |
| 2018 | You Don’t Love Me | Peter Heppner feat. Kim Sanders | Grünes Häkchensymbol für ja | Grünes Häkchensymbol für ja |
| 1997 | Your Own          | Secret Discovery                | Grünes Häkchensymbol für ja | Grünes Häkchensymbol für ja |